# Acheteur
 (novembre 2014).
Si vous disposez d'ouvrages ou d'articles de référence ou si vous connaissez des sites web de qualité traitant du thème abordé ici, merci de compléter l'article en donnant les références utiles à sa vérifiabilité et en les liant à la section « Notes et références ».
L'acheteur intervient le plus souvent en tant que cadre pour rationaliser (comprendre « gérer intelligemment ») une ou plusieurs familles d'achats (groupes de marchandises que l'on peut regrouper dans des groupes homogènes), et par là même en optimiser le prix d'achat.
Depuis les années 1980, les entreprises cherchent des moyens autres que la vente pour augmenter leurs revenus, et ce, car la croissance des marchés se stabilise.
De nos jours les stratégies commerciales étant bien maîtrisées par les entreprises, les dirigeants s'intéressent de plus en plus aux dépenses de leurs sociétés. En effet, celles-ci peuvent représenter selon les secteurs d'activité entre 40 % et 70 % des coûts totaux de l'entreprise : le moindre gain a donc des effets notables sur le résultat financier de celle-ci.
On convient en règle générale d'un ratio de 1 acheteur pour 100 personnes, mais ce ratio dépend fortement du contexte de l'entreprise (industrielle, commerciale, services, ...).

## Types d'acheteurs
Il y a deux grands types d'acheteurs généralement admis :
- Les acheteurs en production qui s'intéressent au cycle de production des marchandises (que l'on peut vulgariser comme l'achat de matières premières ou de produits de sous-traitance semi finis) et aux produits connexes (achats d'outillage, de machines, aussi appelés achats d'investissements).
- Les acheteurs hors production, qui regroupent tout ce qui ne concerne pas directement le cycle de production en lui-même. On y comprend les achats de services (société d'entretien des locaux, personnels de sécurité, et parfois les intérimaires, par le biais de sociétés de services, par exemple SSII), les achats de frais généraux comme les fournitures de bureau, les achats de mobilier de bureaux, etc.

Ceci permet de négocier le prix d'achat des travaux proposés par les sous-traitants.
Les regroupements ne sont pas « officiels » et chaque entreprise ou bien chaque auteur ne classe pas les achats de la même façon.
Toutefois, trois natures d'activités Achats se détachent :
1. achats stratégiques (ou achats familles)
2. achats projets (achats réalisés par une équipe pluridisciplinaire, dans le cadre d'un projet d'entreprise),
3. achats spots[2] (contrats, négociations en vue de commandes immédiates ou annuelles; généralement réalisés sur site).

Depuis 1990, le métier d'acheteur s'est considérablement développé. Il requiert de plus en plus de connaissances juridiques et techniques. De nombreuses entreprises sont aujourd'hui internationales et se sont organisées via une centralisation (partielle ou totale) de leurs achats : ce métier requiert donc une très bonne maîtrise de l'anglais, et une — ou plusieurs — autres langues est souvent demandée par les employeurs.

## Formation
Les acheteurs sont de plus en plus souvent des cadres qui ont un diplôme de niveau Bac +4 mais qui tend à s'harmoniser à Bac +5.
Ce type de formation est fourni par des IAE (Institut d'administration des entreprises) au niveau DESS ou des IUP (Institut universitaire professionnalisé) au niveau maîtrise.
Il existe aussi une formation à BAC +3 Licence professionnelle acheteurs industriels par alternance, cette formation permet d'allier la théorie à la pratique. Notons également que des acheteurs ayant une double compétence technique (formation ingénieur suivie d'une spécialisation achat par exemple) sont très appréciés.
Il existe des formations spécialisées, des écoles spécialisées, comme l’EIPM (qui offre le seul MBA spécialisé Achat accrédité au monde), le PMTI de l'École Centrale Paris, et les MS (Mastères Spécialisés: Bac +6 avec rédaction d'une thèse, dans les Ecoles de Commerce) comme le MAI de  Kedge(BEM), le MS de l'EM Lyon, le MS Management de la Fonction Achats de Grenoble Ecole de Management (GEM), le MS de l'ESSEC, le MS d'ESCP Europe. Mais aussi le Master professionnel DESMA Spécialité Management Stratégique des Achats de l'Université de Grenoble, le CMA à Saint-Étienne( Centre de Management des Achats, ESC), l'IMA à Paris, l'AICE de l'université de Bordeaux, l'université de Cranfield en UK, etc. mais on trouve encore beaucoup de postes d'Acheteur occupés par une personne ayant une formation de type comptable, ou ingénieur généraliste, ou encore commercial (type HEC). Une double-compétence technique et commerciale est très appréciée par les recruteurs.
Acheteur est un métier. Un acheteur doit savoir faire la différence entre le coût d'achat et le coût total de possession (le TCO - Total Cost of Ownership).
Il existe en Amérique et ce depuis fort longtemps[évasif], des associations dites d'acheteurs. Au Canada l'association nationale est reconnu sous le nom Purchasing Management Association of Canada (PMAC) francisé en ACGA (Association Canadienne de Gestion des Achats) laquelle fut créée en 1919 par le parrainage de l'Association américaine National Association of Buyer's Agents (NABA). En France, la CDAF (compagnie des dirigeants et acheteurs de France) a pour but de mettre en relation différents décideurs. Globalement mais avec un focus primordiale sur le UK, le Chartered Institute of Purchasing and Supply (CIPS).
L'acheteur est souvent spécialisé dans un domaine (exemple : la cosmétique).

## Carrière
Choisir la profession d'acheteur ou d'approvisionneur est un défi relativement plus aisé depuis quelques années. De nombreuses universités offrent maintenant des formations en approvisionnement (notamment en école de commerce ou d'ingénieur). Cette profession est également accessible via la formation professionnelle continue auprès d'organismes de formation (tels que Nicestha en France). Cela demande des compétences relatives à la chaîne d’approvisionnement, telles que l'art de négocier et d'établir des relations avec les fournisseurs et la capacité de traiter les aspects juridiques des contrats.